# Партизан (Абатський район)
Партиза́н (рос. Партизан) — селище у складі Абатського району Тюменської області, Росія.
Населення — 413 осіб (2010, 618 у 2002).
Національний склад станом на 2002 рік:
- росіяни — 74 %